# Murdannia stenothyrsa
Murdannia stenothyrsa là một loài thực vật có hoa trong họ Commelinaceae. Loài này được (Diels) Hand.-Mazz. mô tả khoa học đầu tiên năm 1936.